# Empresa fantasma
Una empresa fantasma, o també societat pantalla, és una societat que és utilitzada per realitzar operacions empresarials simulades i que no té actius reals i serveix de "pantalla" per alguna empresa que tenen per única finalitat evadir impostos i corrupció bancària. El funcionament d'una societat pantalla es basa en el fet que una empresa crea en un paradís fiscal una societat, normalment aquesta última és creada per un testaferro. El fet que una empresa estigui en un paradís fiscal, normalment, és perquè els impostos són gairabé nuls. Llavors l'empresari aconsegueix més productes amb menors impostos.